# Paule Panik
Paule Panik ist ein Kartenspiel, bei dem es darum geht, seine Karten möglichst schnell abzulegen. Das Spiel wird für zwei bis fünf Spieler im Alter ab acht Jahren empfohlen. Es erschien (ab) 1996 vom Ravensburger Spieleverlag. Die Idee stammt von Funtasy Factory und die Illustration von Klaus Wilinski.
Das Spiel wurde auf Niederländisch (Paultje Paniek) und Französisch (Panique à bord ! und Shin chan) übersetzt.

## Das Spiel
Das Spiel besteht aus 90 Karten: 85 Zahlenkarten (1 bis 17 in je 5 Farben) und 5 Jokerkarten. Die Karten sind in den Farben gelb, dunkelgelb, orange, grün und blau enthalten. Je Farbe sind die Zahlen 1 bis 17 mit verschiedenen, kindgerechten Gestaltung gegeben. Diese könnte ein wenig an Halloween erinnern. Die Farben und Motive dienen ausschließlich der Optik, haben für den Spielverlauf keine Bedeutung.

## Beschreibung und Spielanleitung
Jeder Spieler erhält dieselbe Anzahl an Karten:
- 2 Spieler: Je 21 Karten
- 3 Spieler: Je 20 Karten
- 4 Spieler: Je 19 Karten
- 5 Spieler: Je 15 Karten

Diese Karten werden als Stapel verdeckt vor sich gelegt. Lediglich 6 Karten nimmt man auf die Hand und schaut sich an. Die Karten, die nicht an Spieler verteilt wurden, werden in zwei gleich große Stapel aufgeteilt und verdeckt auf den Tisch gelegt. Von diesen beiden Stapeln wird jeweils die oberste Karte aufgedeckt. Die Spieler können nun ihre Handkarten so schnell wie möglich auf diese Karten anlegen. Da auf jeder Karte eine Zahl steht, ist die Voraussetzung des Anlegens, dass die Zahl auf der angelegten Karte entweder eins höher oder niedriger ist als die zuvor liegende Karte.
Beispiel: Es werden eine 8 und eine 17 aufgedeckt.
An die 8 kann sowohl eine 7 (−1), als auch eine 9 (+1) und an die 17 sowohl eine 16 (−1), als auch eine 1 (+1) angelegt werden.
Wenn mehrere Spieler anlegen wollen, ist Schnelligkeit und Reaktionsvermögen gefragt. Zudem werden vom eigenen Stapel die Handkarten immer aufgefüllt. Es dürfen bis 6 Karten auf die Hand. Sobald keiner mehr ablegen kann, werden zwei neue Karten aufgedeckt. Das Spiel ist zu Ende, wenn alle Spieler ihre Stapel losgeworden sind.
Der Gewinner zieht nun zwei Karten. Die Zahlen werden zusammengerechnet und ihm als Punkte gutgeschrieben. Gewinner 2 und 3 erhalten je eine dieser Karten und entsprechend Punkte. Gewonnen hat, wer zuerst mindestens 55 Punkte gesammelt hat.
Die Spielanleitung umfasst 12 Seiten.

## Rezension
Paule Panik war die Art von Geschwindigkeitsspiel, die laut Spielephase.de im Erscheinungsjahr beliebt war. Es sei hektisch, aber flüssig spielbar. Nur zum Ende hin begännen Probleme Karten abzulegen. Es sei eines der besten Spiele, die Ravensburger 1996 herausgebracht habe. Obwohl es Spaß mache es zu spielen wurden bei Spielephase.de nur fünf Punkte vergeben, da es nicht vom Hocker haue. Für Spieletest.at vergab Bernard Fischer 2002 5/10 Punkte und meinte, dass es ein nettes Kartenspiel sei, bei dem es auf Reaktion und Geschwindigkeit ankomme. Obwohl man es gut mal mit Kindern spielen könne, gebe es in dem Genre bessere Spiele wie Zack!, Wanted! und ReAction.